# Ласьков Олександр Леонідович
Олекса́ндр Леоні́дович Ласько́в — старший сержант Збройних сил України, учасник російсько-української війни.

## З життєпису
У часі війни мобілізований; артилерійська група 128-ї бригади. Служив 10 місяців, зазнав поранення. Виводив бійців з Дебальцевого — їхній підрозділ виходив останнім. На повернення батька чекав син Леонід 2011 р.н..
Станом на березень 2017 року — сержант, військова частина 4790. Проживає у місті Виноградів.

## Нагороди та вшанування
- Указом Президента України № 878/2019 від 4 грудня 2019 року за «особисті заслуги у зміцненні обороноздатності Української держави, мужність і самовіддані дії, виявлені у захисті державного суверенітету та територіальної цілісності України, зразкове виконання військового обов'язку» нагороджений орденом «За мужність» III ступеня[3].